# Kanton Luçon
Der Kanton Luçon ist seit 1790 ein französischer Wahlkreis im Arrondissement Fontenay-le-Comte, im Département Vendée und in der Region Pays de la Loire; sein Hauptort ist Luçon.

## Gemeinden
Der Kanton besteht aus 21 Gemeinden mit insgesamt 32.450 Einwohnern (Stand: 1. Januar 2022) auf einer Gesamtfläche von 573,19 km²:
| Gemeinde                    | Einwohner 1. Januar 2022 | Fläche km² | Dichte Einw./km² | Code INSEE | Postleitzahl |
| --------------------------- | ------------------------ | ---------- | ---------------- | ---------- | ------------ |
| Chaillé-les-Marais          | 1.909                    | 39,96      | 48               | 85042      | 85450        |
| Champagné-les-Marais        | 1.816                    | 49,82      | 36               | 85049      | 85450        |
| Chasnais                    | 792                      | 10,77      | 74               | 85058      | 85400        |
| Grues                       | 910                      | 47,18      | 19               | 85104      | 85580        |
| L’Île-d’Elle                | 1.505                    | 19,09      | 79               | 85111      | 85770        |
| La Taillée                  | 551                      | 11,57      | 48               | 85286      | 85450        |
| Lairoux                     | 601                      | 13,19      | 46               | 85117      | 85400        |
| Le Gué-de-Velluire          | 516                      | 12,81      | 40               | 85105      | 85770        |
| Les Magnils-Reigniers       | 1.461                    | 17,96      | 81               | 85131      | 85400        |
| Luçon                       | 9.450                    | 31,52      | 300              | 85128      | 85400        |
| Moreilles                   | 408                      | 19,68      | 21               | 85149      | 85450        |
| Mouzeuil-Saint-Martin       | 1.211                    | 25,85      | 47               | 85158      | 85370        |
| Nalliers                    | 2.372                    | 33,61      | 71               | 85159      | 85370        |
| Pouillé                     | 643                      | 17,48      | 37               | 85181      | 85570        |
| Puyravault                  | 646                      | 17,07      | 38               | 85185      | 85450        |
| Saint-Denis-du-Payré        | 413                      | 16,24      | 25               | 85207      | 85580        |
| Sainte-Gemme-la-Plaine      | 2.074                    | 35,52      | 58               | 85216      | 85400        |
| Saint-Michel-en-l’Herm      | 2.347                    | 54,80      | 43               | 85255      | 85580        |
| Sainte-Radégonde-des-Noyers | 982                      | 31,13      | 32               | 85267      | 85450        |
| Triaize                     | 1.061                    | 58,80      | 18               | 85297      | 85580        |
| Vouillé-les-Marais          | 782                      | 9,14       | 86               | 85304      | 85450        |
| Kanton Luçon                | 32.450                   | 573,19     | 57               | 8508       | –            |

Bis zur landesweiten Neugliederung der Kantone im März 2015 bestand der Kanton Luçon aus den zehn Gemeinden Chasnais, Grues, L’Aiguillon-sur-Mer, Lairoux, Les Magnils-Reigniers, Luçon, Saint-Denis-du-Payré, Sainte-Gemme-la-Plaine, Saint-Michel-en-l’Herm und Triaize. Sein Zuschnitt entsprach einer Fläche von 294,72 km2. Er besaß vor 2015 einen anderen INSEE-Code als heute, nämlich 8511.

## Bevölkerungsentwicklung
| 1962   | 1968   | 1975   | 1982   | 1990   | 1999   | 2009   |
| ------ | ------ | ------ | ------ | ------ | ------ | ------ |
| 16.776 | 17.249 | 17.865 | 18.350 | 19.060 | 19.481 | 21.083 |

## Im Kanton Luçon geborene Persönlichkeiten
Der Schriftsteller François Bon ist in Luçon geboren. Er lebt heute in der Nähe von Tours, thematisiert in seinen Werken aber immer wieder Saint-Michel-en-l'Herm und die Vendée.